# Lager Poniatowa
Das Lager Poniatowa, im polnischen Ort Poniatowa gelegen, war während des Zweiten Weltkrieges zunächst ein deutsches Kriegsgefangenenlager (Stalag 359) und dann ein NS-Zwangsarbeitslager.

## Kriegsgefangenenlager
Ende der 1930er Jahre wurde in Poniatowa eine Ausrüstungsfabrik für die polnische Armee errichtet. Die Anlage bestand aus Fabrikhallen sowie 21 Wohnblöcken und verfügte über einen Eisenbahnanschluss. Nach dem Ende des Überfalls auf Polen nutzte zunächst die deutsche Wehrmacht die noch nicht eröffnete Fabrik bis zum September 1941. Anschließend wurde das Gelände zum Kriegsgefangenenlager (Stalag 359) umfunktioniert, indem es eingezäunt und mit 16 Wachtürmen umgeben wurde. Bis zu 24.000 sowjetische Kriegsgefangene wurden bis Ende 1941 in das neu errichtete Lager eingeliefert. Aufgrund der inhumanen Arbeits- und Lebensbedingungen verstarben bis zum Frühjahr 1942 etwa 22.000 der Kriegsgefangenen, die in 32 Massengräbern auf dem Lagergelände begraben sind. Etwa 500 Überlebende, darunter viele Volksdeutsche, wurden ins Ausbildungslager Trawniki als sogenannte Hilfswillige verlegt.

## Zwangsarbeitslager
Von der Wehrmacht wurde das Lager anschließend dem SS- und Polizeiführer im Distrikt Lublin, SS-Gruppenführer und Generalleutnant der Polizei Odilo Globocnik, übergeben. Die SS beabsichtigte dort im Rahmen der Aktion Reinhardt jüdische Häftlinge der „Vernichtung durch Arbeit“ auszusetzen. Ab Oktober 1942 wurde das Lager von dem SS-Führer Göth zu einem Arbeitslager für jüdische Zwangsarbeiter aufgebaut.
Ursprünglich war das Arbeitslager für 9.000 jüdische Häftlinge ausgelegt. Bereits im Oktober 1942 wurden die ersten Juden aus dem Ghetto Opole Lubelskie in das Lager eingeliefert. Ab Anfang 1943 wurden Häftlinge des Warschauer Ghettos nach Poniatowa deportiert; über 15.000 kamen allein im April/Mai 1943 während des Aufstandes im Warschauer Ghetto nach Poniatowa. Von diesen hatten 10.000 zuvor bei den Walter-Többens-Werken im Warschauer Ghetto Zwangsarbeit geleistet und wurden gemäß einer Vereinbarung zwischen Walter Többens und Odilo Globocnik zur Verlegung der dortigen Betriebsproduktion der Ostindustrie GmbH nach Poniatowa gebracht. Auch aus dem Arbeitslager Treblinka trafen im Mai 1943 807 zuvor selektierte Juden ein.

## Lageraufbau und -bedingungen
Das SS-Arbeitslager Poniatowa gliederte sich in die Bereiche Fabrik, Verwaltung und Gefangenenlager. Das Lager verfügte später über ein Krematorium. Etwa 3000 privilegierte Häftlinge, zumeist österreichischer und slowakischer Herkunft, wohnten in der sogenannten Siedlung unter besseren Lebensbedingungen. Die anderen Insassen waren in 30 Häftlingsbaracken unter inhumanen Bedingungen bei der Fabrik untergebracht. Etwa 10.000 Häftlinge arbeiteten für die Walter-Többens-Werke und stellten aus Textilien von den Opfern der Aktion Reinhardt größtenteils Uniformen für die Wehrmacht her. Die anderen Häftlinge waren im Straßen-, Baracken- oder Gartenbau eingesetzt. Nach einer Besichtigung des Lagers im August 1943 durch Odilo Globocnik verschlechterten sich die Versorgungs- und Lebensbedingungen erheblich, wodurch es vermehrt zu Todesfällen kam. Es wurden Lagerstrafen eingeführt, Exekutionen vorgenommen und auch die Misshandlungen nahmen zu. Im Lager gab es auch eine Widerstandsorganisation, die hauptsächlich aus Widerstandskämpfern des Warschauer Ghettos bestand. Durch konspirative Kontakte zu Warschauer Widerstandskämpfern konnten Fluchtwillige unterstützt sowie unter anderem Geld und Medizin ins Lager geschmuggelt werden. Zu großen Aktionen kam es jedoch aufgrund mangelnder Ausrüstung nicht.

## Organisatorisches
Lagerkommandant war Gottlieb Hering, der zuvor Kommandant des Vernichtungslagers Belzec war. Mit ihm kam auch Heinrich Gley aus Belzec nach Poniatowa. Die gesamte SS-Mannschaft bestand lediglich aus 40 SS-Männern unterstützt von 600 sogenannten Trawnikimännern.

## Liquidierung des Lagers
Am 4. November 1943 wurden etwa 15.000 Juden des Arbeitslagers im Rahmen der Aktion Erntefest, nachdem sie sich entkleiden mussten, erschossen. Zuvor hatten die jüdischen Opfer noch unter Vortäuschung falscher Tatsachen ihre eigenen Massengräber ausgehoben. Mitglieder der Lagerwiderstandsbewegung, die über wenige Waffen verfügten, konnten sich am 4. November 1943 in einer Baracke kurzzeitig verschanzen. Nach kurzem Schusswechsel wurde die Baracke angezündet und mit den Widerstandskämpfern verbrannt. Anschließend verbrannte ein jüdisches Arbeitskommando aus dem KZ Majdanek in den folgenden Wochen die Leichen der Ermordeten. Das Lager wurde noch bis Sommer 1944 als Ausbildungslager für SS- und Polizeieinheiten genutzt und dann aufgelöst.